# Élections municipales de 1981 à Québec
Les élections municipales de 1981 à Québec se sont déroulées le 15 novembre 1981.

## Résultats

### Mairie
| CANDIDAT       | PARTI                    | VOTES  | SUFFRAGES  |
| -------------- | ------------------------ | ------ | ---------- |
| Jean Pelletier | Progrès civique (Québec) | 35 038 | 55.9 / 100 |
| Pierre Racicot | RP                       | 25 839 | 41.1 / 100 |

### Districts électoraux
| PARTI                    | SIÈGES AU CONSEIL MUNICIPAL |
| ------------------------ | --------------------------- |
| Progrès civique (Québec) | 17 / 20                     |
| RP                       | 3 / 20                      |